# Sentències de Sext
Les Sentències de Sext són una col·lecció d'aforismes, aproximadament 600, d'autor desconegut escrits en grec el segle ii i traduïdes al llatí, siríac armeni i copte. Una traducció parcial en llengua copta d'aquests aforismes forma el llibre primer del Còdex XII dels Manuscrits de Nag Hammadi.

## Contingut
El text form part dels anomenats "Evangelis de proverbis", unes col·leccions d'adagis i frases sense relació entre elles. És similar a l'Evangeli de Tomàs, i es relaciona amb la Font Q, però aquí la saviesa no prové de Jesús, sinó d'un home anomenat Sext o Sextus, que sembla un pitagòric, i alguns el relacionen amb Sext Pitagoreu. El llibre va ser popular entre els gnòstics, però també entre els no gnòstics, i d'aquí les traduccions que es coneixen en diverses llengües. El llibre es va escriure molt aviat, i al segle iii, Orígenes menciona Sext i les Sentències quan parla de la castració, un costum estès entre alguns primers cristians ascètics de l'Església primitiva, que Orígenes condemna. Més endavant, Rufí d'Aquileia, que va traduir unes 400 sentències al llatí, atribuïa el llibre al Papa Sixt II, però aquesta atribució va ser feta clarament per donar autoritat al text, tal com es feia amb altres llibres apòcrifs sense autor conegut.
Algunes de les sentències:
- L'ànima s'il·lumina amb el record de la divinitat (24)
- Suporta allò que és necessari, ja que és necessari (29)
- No et preocupis per complaure la multitud (34)
- La mentida és com un verí (47)
- Desitja poder beneficiar als teus enemics (55)
- Un intel·lecte savi és el mirall de Déu (104)

Orígenes cita: "Llença lluny de tu la part del cos que t'impedeix l'abstinència. Perquè és millor viure en abstinència sense aquesta part que de manera ruïnosa amb ella".